# Villardompardo (kommunhuvudort)
Villardompardo är en kommunhuvudort i Spanien.   Den ligger i provinsen Provincia de Jaén och regionen Andalusien, i den södra delen av landet, 290 km söder om huvudstaden Madrid. Villardompardo ligger 436 meter över havet och antalet invånare är 1 157.
Terrängen runt Villardompardo är platt åt nordväst, men åt sydost är den kuperad. Terrängen runt Villardompardo sluttar norrut. Runt Villardompardo är det ganska tätbefolkat, med 155 invånare per kvadratkilometer. Närmaste större samhälle är Jaén, 19,9 km öster om Villardompardo. Trakten runt Villardompardo består till största delen av jordbruksmark.